# It Came from Outer Space
It Came from Outer Space (bra: Veio do Espaço, ou A Ameaça Veio do Espaço; prt: Vieram do Espaço) é um filme americano de 1953, do gênero ficção científica, dirigido por Jack Arnold, com roteiro baseado numa história de Ray Bradbury, com adaptação de Harry Essex.

## Enredo
O astrônomo John Putnam e sua namorada Ellen assistem à queda de uma grande bola de fogo no deserto do Arizona e, ao verificarem o local, observam a presença de uma nave alienígena, que logo é coberta por uma avalanche de pedras. Sob a descrença da população do local, aos poucos os seres alienígenas que vieram na nave “copiam” várias pessoas de seu relacionamento e passam a movimentar-se pela cidade. Ao entrar em contacto com os estranhos seres, Putnam descobre que a intenção alienígena é apenas de consertar sua nave e seguir viagem, e que se transformam em humanos para não assustar a população com sua forma monstruosa. Sob a ajuda de Putnam e a intolerância da população, os alienígenas devolvem os humanos seqüestrados e seguem sua viagem.

## Elenco
| Nome                | Personagem         |
| ------------------- | ------------------ |
| Richard Carlson     | John Putnam        |
| Barbara Rush        | Ellen Fields       |
| Charles Drake       | Xerife Matt Warren |
| Joe Sawyer          | Frank Daylon       |
| Russell Johnson     | George             |
| Kathleen Hughes     | June               |
| Ralph Brooks        | Posseman #1        |
| Robert Carson       | Dugan              |
| Ned Davenport       | Man                |
| Edgar Dearing       | Sam                |
| Alan Dexter         | Dave Loring        |
| George Eldredge     | Dr. Snell          |
| Whitey Haupt        | Perry              |
| Robert 'Buzz' Henry | Posseman #2        |
| Bradford Jackson    | Bob                |
| Warren MacGregor    | Toby               |
| Kermit Maynard      | Posseman #3        |
| Virginia Mullen     | Sra. Daylon        |
| Dick Pinner         | Lober              |
| William Pullen      | Delegado Reed      |
| George Selk         | Tom                |
| Dave Willock        | Pete Davis         |

## Prêmios
- Indicado

Hugo
Categoria Melhor Apresentação Dramática
- Ganhou

Golden Globes
Categoria Atriz Revelação Barbara Rush